# Городская почта Жарков
Местная почтовая служба недолгое время работала в польском городе Жарки в октябре 1918 года. Были выпущены почтовые марки одного дизайна, но трех номиналов, обозначенных разным цветом. В 1928 году была изготовлена серия поддельных марок. Марки, как подлинные, так и поддельные, привлекли внимание филателистов.

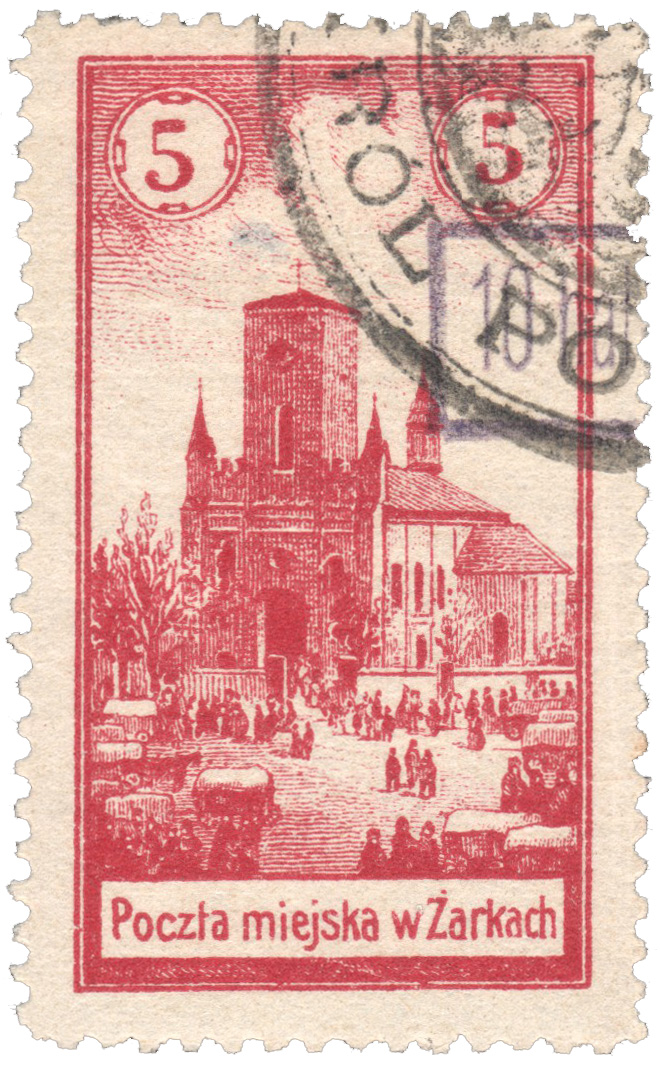
Почтовая марка, погашенная почтовой службой Жарков

## История

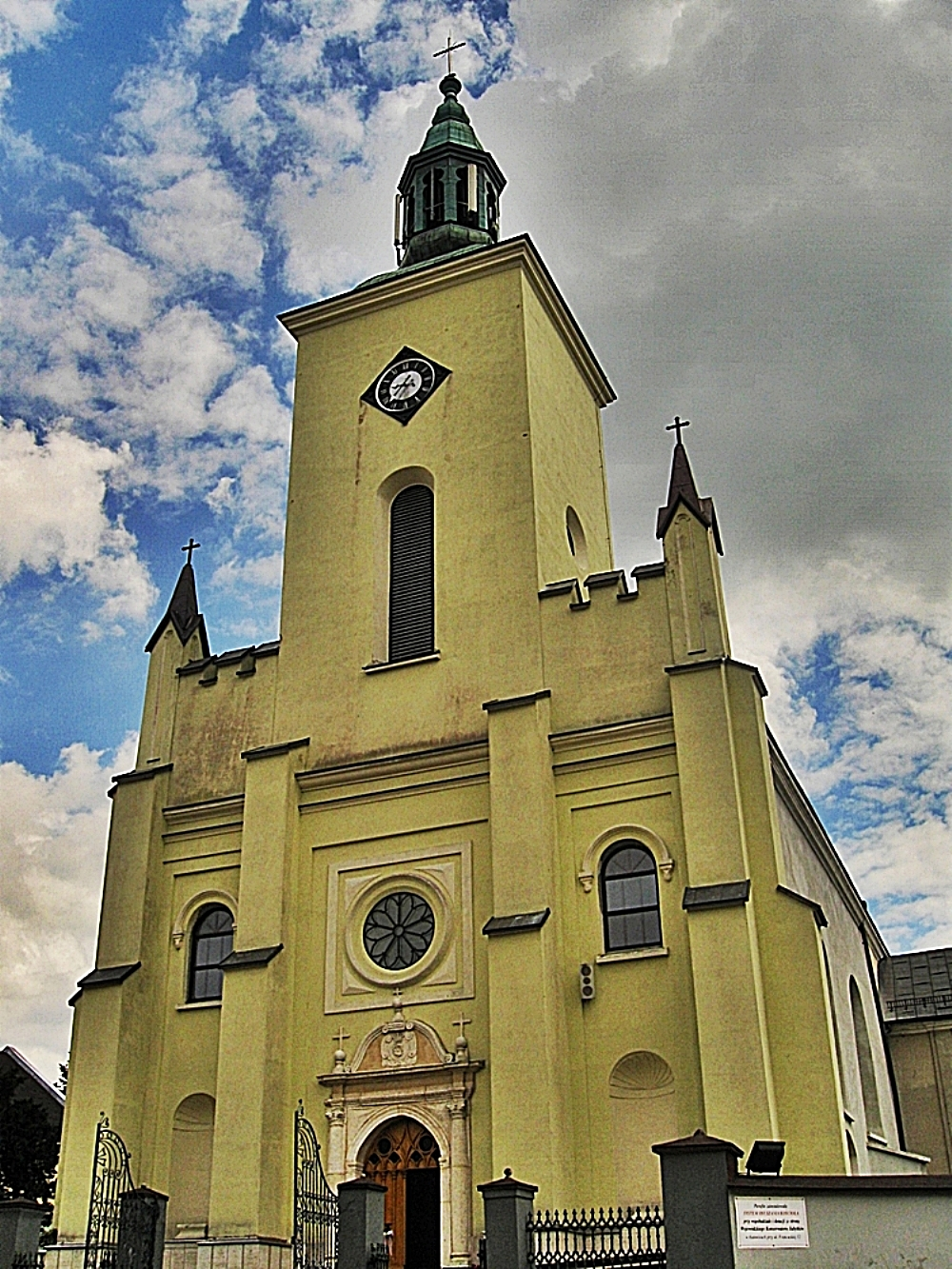
Католическая церковь в Жарках

Во время Первой мировой войны город Жарки относился к Домбровскому району. 27 августа 1918 года городской совет Жарков запросил разрешение у офицера по гражданским делам на создание местной почты. 18 сентября 1918 года городской совет запросил разрешение на сбор платы за доставку и на выпуск почтовых марок. Районная военная администрация выдала разрешение № 13. 138. V.A. 30 сентября 1918 г. и запросила в качестве образцов по 5 марок каждого номинала. Почта начала работать и прекратила свою деятельность вскоре после этого, в октябре 1918 года, выпустив марки всего лишь одного рисунка с изображением католической церкви Жарков.
Специализирующиеся на истории почты филателисты расходятся во мнениях относительно того, кто отвечал за организацию работы по созданию местной почты в Жарках. Некоторые, в том числе известный польский филателистический эксперт Стефан Петрюк, считают, что работа была начата местным почтмейстером Петером Франчаком, увидевшим деятельность в соседних Сосновце и Заверце. Другие считают, что известный торговец марками Шлойме Абрамсон (Абрамсон) убедил Франчака и власти учредить почту. Последующие события (см. Подделки) показали, что Абрамсон мог сделать это ради собственной финансовой выгоды.
Была организована служба доставки с тарифами, указанными в геллерах (сокращенно h), денежной единице Австро-Венгерской империи, оккупировавшей регион в то время. Тарифы на доставку почтовых отправлений составляли 3 геллера для газет и открыток, 5 геллеров для простых писем и 12 геллеров для заказных и спешных писем. Доставка также охватывала соседние Холон, Негову и Влодовице, где тарифы составляли 5 геллеров для газет и почтовых карточек и 12 геллеров для всех других почтовых отправлений.

## Перевод названия

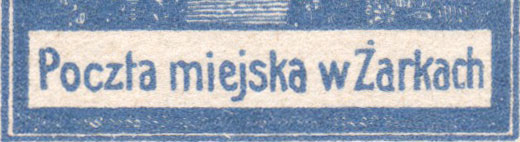
Фрагмент текстовой надписи на выпусках городской почты Жарков

Название местной почты, напечатанное на марках, было «Poczta miejska w Żarkach», что переводится на русский язык как «Городская почта в Жарках».

## Процесс печати
Все выпущенные марки были напечатаны в виде листов по пятьдесят марок, расположенных в пяти рядах по десять марок способом литографии и имеют зубцовку 111⁄2.

### Различия в печатных формах
В оригинальном выпуске марки всех тиражей номиналом 3 геллера идентичны: нечётные и чётные места печатных форм отличаются лишь слегка различной вертикальной центровкой. Марки более высоких номиналов 5 и 12 геллеров первого выпуска и марки всех номиналов третьего выпуска имеют небольшие различия в области цифр в зависимости от нечётного или чётного места марки в печатной форме. На основании этого делается вывод, что процесс печати трёхгеллерового выпуска подразумевал перемещение марки 50 раз, чтобы сформировать печатную форму целиком, и что рисунок области цифр в марках более высоких номиналов был изменён 4 раза для каждого будущего номинала для создания пар, каждая из которых затем была перемещена 25 раз, чтобы сформировать целые печатные формы.

## Выпуски
Три выпуска марок, все из которых вышли в течение октября 1918 года, являются единственными марками, когда-либо выпущенными местной почтой Жарков. Все марки были деноминированы в геллерах (сокращенно h), валюте Австро-Венгерской империи, оккупировавшей этот регион в то время.

### 10 октября 1918 года
Было напечатано по 10 тысяч марок номиналом 3 геллера (синяя), 5 геллеров (красная) и 12 геллеров (жёлто-оливковая), но было выпущено только 5 тысяч марок каждого номинала. Остальные были зарезервированы и использовались для надпечаток нового тарифа.
Существуют две незначительных разновидности только 5-геллеровой и 12-геллеровой марок этого выпуска в зависимости от нечётного или чётного места в печатной форме. Все марки номиналом 3 геллера идентичны.

#### Тип I
Марки этого типа занимают нечётные места в печатной форме из 50 марок, считая слева направо, сверху вниз.
Отличительные признаки, наблюдаемые на марке номиналом 5 геллеров:
- У левой цифры «5» имеется шип в изогнутой части на 1-м часе
- Во внутреннем круге поля левой цифры имеется точка на 11 часах
- У правой цифры «5» наблюдается прерывание в изогнутой части на 1-м часе
- Правая цифра «5» расположена выше на поле цифры.

Отличительные признаки, наблюдаемые на марке номиналом 12 геллеров:
- Левая и правая цифра «2» идентичны.

#### Тип II
Марки этого типа занимают чётные места в печатное форме из 50 марок, считая слева направо и сверху вниз.
Отличительные признаки, наблюдаемые на марке номиналом 5 геллеров:
- Правая цифра «5» расположена ниже на поле цифры.

Отличительные признаки, наблюдаемые на марке номиналом 12 геллеров:
- Правая цифра «2» сглажена с левой стороны.

### 18 октября 1918 года
Всего неделю спустя тарифы были удвоены, и на каждой из 5 тысяч вновь выпущенных марок были проштампованы резиновым штемпелем попарно новыми номиналами 6 геллеров (синяя), 10 геллеров (красная) и 24 геллера (зелёная). Для марок номиналом 6 и 24 геллера использовался красный штемпель, а для марок номиналом 10 геллеров — фиолетовый. Марки номиналов, нанесённых штемпелем с использованием неправильных цветов, были идентифицированы как поддельные. Надписи на резиновых штемпелях читаются как 6, 10 или 24 «halerzy», что является родительным падежом польского слова «halerz», которое переводится как «геллер» на русском языке.
Известны две незначительных разновидности этого выпуска в зависимости от нечётного или чётного места в печатной форме.

#### Тип I
Марки этого типа занимают нечётные места в печатной форме из 50 марок, считая слева направо, сверху вниз.
Отличительные признаки:
- Полумесяц, образованный тенью от круглого церковного окна, гладкий и круглый.
- Прямоугольное окно справа от круглого окна имеет прерывистую белую вертикальную линию с левой стороны.

#### Тип II
Марки этого типа занимают чётные места в печатной форме из 50 марок, считая слева направо, сверху вниз.
Отличительные признаки:
- Полумесяц, образованный тенью от круглого церковного окна, не является гладким и имеет видимый угол.
- Прямоугольное окно справа от круглого окна имеет непрерывную белую вертикальную линию с левой стороны.

### 24 октября 1918 года
Ещё через неделю были выпущены марки с новыми тарифами 6 геллеров (фиолетовая), 10 геллеров (зелёная) и 24 геллера (оранжевая) без резиновых штемпелей.
Известны две незначительных разновидности этого выпуска в зависимости от нечётного или чётного места в печатной форме.

#### Тип I
Марки этого типа занимают нечётные места в печатной форме из 50 марок, считая слева направо, сверху вниз.
Отличительные признаки, наблюдаемые на марке номиналом 6 геллеров:
- Между верхней частью поля цифры и внутренней линией рамки с обеих сторон видны три штриховые линии.

Отличительные признаки, наблюдаемые на марке номиналом 10 геллеров:
- У правой цифры «1» — заострённая верхушка.
- Между верхней частью поля правой цифры и внутренней линией рамки видны три штриховые линии.

Отличительные признаки, наблюдаемые на марке номиналом 24 геллера:
- У правой цифры «2» имеется выемка в центре внутренней части дужки.
- Первая и вторая штриховые линии выше поля правой цифры сходятся выше центра поля таким образом, что над его левой частью видны две линии, а над правой — три.

#### Тип II
Марки этого типа занимают чётные места в печатной форме из 50 марок, считая слева направо и сверху вниз.
Отличительные признаки, наблюдаемые на марке номиналом 6 геллеров:
- У правой цифры «6» имеется выемка в нижней части.
- Над каждым полем цифры видны две штриховые линии.
- Верхняя линия рамки поля левой цифры — толстая.

Отличительные признаки, наблюдаемые на марке номиналом 10 геллеров:
- У левой и правой цифр «1» — плоские верхушки.
- Над левой частью правой цифры видны две штриховые линии.
- Над правой частью правой цифры видны три штриховые линии.

Отличительные признаки, наблюдаемые на марке номиналом 24 геллера:
- Над полями левой и правой цифр видны две штриховые линии.

## Ошибки
В каталоге Фишера указано, что существуют подлинные выпуски марок номиналом 6 и 24 геллера с фиолетовыми резиновыми штемпелями. Barefoot возражает, заявляя, что, хотя в более старой литературе упоминаются резиновые штемпеля других цветов, все известные экземпляры являются подделками.
Barefoot указывает, что существует разновидность марки номиналом 6 геллеров, где часть правой крыши церкви отсутствует, оставляя белое пустое место. Она называется «снегом на крыше».
Польский филателистический эксперт доктор Стэнли Кроненберг определил по крайней мере одну подлинную 3-геллеровую марку, которая содержала два оттиска резиновых штемпелей из-за человеческой ошибки. Городской клерк использовал штемпельную подушку правильного цвета, но по ошибке поставил 10-геллеровый штемпель вместо предполагаемого 6-геллерового штемпеля. Клерк решил исправить ошибку, проставив правильный номинал 6 геллеров чёрной краской, чтобы сделать его более заметным.

## Поддельные марки
После закрытия местной почты 28 октября 1918 года и полного исчерпания запасов подлинных марок Абрамсон попытался удовлетворить спрос со стороны филателистов на подлинные марки, напечатав поддельные марки в литографической типографии Адольфа Панского в Пётркуве (ныне Пётркув-Трыбунальски) в 1928 году. Подделки настолько широко распространились через польскую и немецкую торговлю марками, что теперь считается, что большинство марок в обычных коллекциях являются подделками.
 

### Выявление подделок
Существует ряд известных способов выявления поддельных марок. Все поддельные марки, которые напечатал Абрамсон, имели один и тот же дизайн, поэтому подделки всех девяти подлинных выпущенных марок имеют следующие характеристики:

#### Зубцовка
Подлинные марки были выпущены только с зубцовкой 111⁄2. Поддельные марки могут иметь ту или иную зубцовку, а также могут быть беззубцовыми.

#### Бумага
Подлинные марки были напечатаны на бумаге, которая флуоресцирует в темноте. Как правило, поддельные марки не флуоресцируют.

#### Облака
У подлинных марок очень светлая граница вокруг облаков вверху по центру или она вообще отсутствует. У поддельных марок чётко выраженная тёмная кромка, видимая вокруг облаков.
 

#### Группа из трёх человек
На подлинных марках группа из трёх человек, стоящих в центре марки, имеет одинаковый рост и хорошо видна. На поддельных марках крайний левый человек короче двух других и, возможно, касается человека справа.
 

#### Ряды белых кирпичей
На подлинных марках у церкви имеются три ряда белых кирпичей, хорошо заметные в центре марки. На поддельных марках видны только два белых ряда.
 

#### Полумесяц
На подлинных марках полумесяц, образованный тенью в круге в центре церкви, соотносится примерно на 8 часах. На поддельных марках полумесяц находится прямо слева ближе к 9 часам.
 

#### Деревья
На подлинных марках верхушки деревьев постепенно сливаются с небом. На поддельных марках деревья имеют жирные очертания с заметной листвой.
 

#### Повозка
На подлинных марках у повозки, запряженной лошадьми, слева на марке белая крыша, которая снизу заштрихована 10 короткими тонкими линиями. На поддельных марках повозка заштрихована всего 8 толстыми линиями, идущими почти до самого верха.
 

#### Штемпель гашения
Подлинные штемпеля гашения Жарков имеют диаметр 36 мм, а поддельные — 34 мм. Кроме того, расстояние между внутренним и внешним кругами составляет 5,2 мм в диаметре у подлинных штемпелей и всего 4,5 мм у поддельных.

#### Метки совмещения
Листы поддельных марок содержат метки совмещения, которых нет на листах подлинных марок. Метки совмещения видны перед 21-м местом и после 30-го места, а также выше 6-го места и ниже 46-го места.

#### Разновидности марки номиналом 3 геллера
Известны две разновидности поддельных марок номиналом 3 геллера (синяя) в зависимости от места в печатной форме. Нечётные места в листах поддельных марок содержат небольшое пятно к северо-западу от буквы «P» и точку ниже букв «rk». Чётные места содержат точку слева от центра правой цифры «3», точки ниже буквы «e» и часто выше буквы «s».

## Закрытие почты
Городская почта прекратила свою деятельность 28 октября 1918 года. По оценкам известного польского филателистического эксперта Стефана Петрюка, сохранилось всего около 300 подлинных марок, причём лишь немногие из них — на почтовых отправлениях.